# Чемпионат СССР по самбо 1986
40-й Чемпионат СССР по самбо проходил в Перми с 7 по 8 июня 1986 года.

## Медалисты
| Весовая категория              | Золото                                        | Серебро                                       | Бронза                                                                                    |
| ------------------------------ | --------------------------------------------- | --------------------------------------------- | ----------------------------------------------------------------------------------------- |
| Наилегчайший вес (до 48 кг)    | Андрей Ходырев «Динамо» (Москва)              | Александр Ульянин «Урожай» (Бузулук)          | Василий Пудиков Вооружённые Силы (Красноярск) Нурулла Ахметьянов «Урожай» (Уфа)           |
| Легчайший вес (до 52 кг)       | Бобомурад Файзиев «Динамо» (Ташкент)          | Гурген Тутхалян Вооружённые Силы (Ереван)     | Виктор Тихонов Вооружённые Силы (Фрунзе) Армаис Карамян «Динамо» (Ашхабад)                |
| Полулёгкий вес (до 57 кг)      | Антон Новиков Вооружённые Силы (Ленинград)    | Лев Паркачев Вооружённые Силы (Пермь)         | Геннадий Кван Вооружённые Силы (Москва) Талгат Байшулаков «Кайрат» (Джезказган)           |
| Лёгкий вес (до 62 кг)          | Александр Аксёнов «Буревестник» (Владивосток) | Валерий Рожков «Динамо» (Краснокамск)         | Евгений Васягин «Труд» (Кстово) Георгий Виноградов «Динамо» Барановичи                    |
| 1-й полусредний вес (до 68 кг) | Владимир Паньшин «Динамо» (Ленинград)         | Сергей Зверев «Динамо» (Ленинград)            | Евгений Есин «Труд» (Кстово) Владимир Япринцев Вооружённые Силы (Минск)                   |
| 2-й полусредний вес (до 74 кг) | Василий Швая «Труд» Краснокамск               | Сергей Воробьёв Вооружённые Силы (Свердловск) | Виктор Бухвал Вооружённые Силы (Минск) Николай Зуев «Труд» (Свердловск)                   |
| 1-й средний вес (до 82 кг)     | Паата Бузариашвили Вооружённые Силы (Тбилиси) | Анатолий Яковлев «Урожай» (Уфа)               | Владимир Александров Вооружённые Силы (Ленинград) Александр Рассказов «Динамо» (Владимир) |
| 2-й средний вес (до 90 кг)     | Гоча Мдзелури Профсоюзы (Минск)               | Александр Пушница «Динамо» (Омск)             | Виктор Чингин «Динамо» (Ленинград) Хамид Хапай Вооружённые Силы Майкоп                    |
| Полутяжёлый вес (до 100 кг)    | Михаил Кокорин «Динамо» (Ленинград)           | Владимир Савелов «Динамо» (Курган)            | Александр Зудков Профсоюзы (Пенза) Ричардас Роцявичюс «Динамо» (Клайпеда)                 |
| Тяжёлый вес (свыше 100 кг)     | Владимир Шкалов Вооружённые Силы (Москва)     | Владислав Ратов «Динамо» (Москва)             | Малхаз Беруашвили «Динамо» (Тбилиси) Олег Зинченко Вооружённые Силы (Киев)                |